# Cercopis brunnescens
Cercopis brunnescens is een halfvleugelig insect uit de familie schuimcicaden (Cercopidae). De wetenschappelijke naam van deze soort is voor het eerst geldig gepubliceerd in 1912 door Melichar.